# Dicyphus constrictus
Dicyphus constrictus är en insektsart som först beskrevs av Karl Henrik Boheman 1852.  Dicyphus constrictus ingår i släktet Dicyphus, och familjen ängsskinnbaggar. Arten är reproducerande i Sverige.

## Bildgalleri

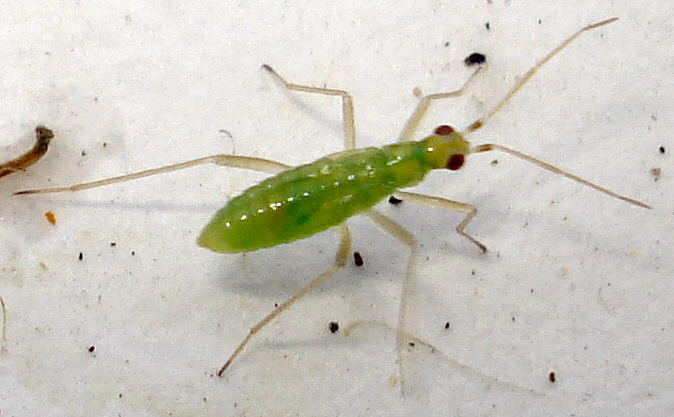